# Wihr-au-Val
 Wihr-au-Val  (en alsacià Wihr ím Dàl) és un municipi francès, situat a la regió del Gran Est, al departament de l'Alt Rin. L'any 2005 tenia 1.168 habitants.

## Demografia
| 1962  | 1968  | 1975  | 1982  | 1990  | 1999  |
| ----- | ----- | ----- | ----- | ----- | ----- |
| 1.027 | 1.036 | 1.106 | 1.051 | 1.094 | 1.232 |

## Administració
| Període   | Identitat          | Partit |
| --------- | ------------------ | ------ |
| 1947-1963 | Jean Burgard       |        |
| 1963-1971 | Auguste Fritsch    |        |
| 1971-1995 | Cyrille Martin     |        |
| 1995-     | Michel Sauffisseau |        |